# Ożarów (gromada w powiecie pruszkowskim)
Ożarów (alt. Ożarów Wieś) – dawna gromada, czyli najmniejsza jednostka podziału terytorialnego Polskiej Rzeczypospolitej Ludowej w latach 1954–1972.
Gromady, z gromadzkimi radami narodowymi (GRN) jako organami władzy najniższego stopnia na wsi, funkcjonowały od reformy reorganizującej administrację wiejską przeprowadzonej jesienią 1954 do momentu ich zniesienia z dniem 1 stycznia 1973, tym samym wypierając organizację gminną w latach 1954–1972.
Gromadę Ożarów z siedzibą GRN w Ożarowie utworzono – jako jedną z 8759 gromad na obszarze Polski – w powiecie pruszkowskim w woj. warszawskim, na mocy uchwały nr VI/10/15/54 WRN w Warszawie z dnia 5 października 1954. W skład jednostki weszły obszary dotychczasowych gromad Duchnice i Konotopa oraz część dotychczasowej gromady Ożarów położona na wschód od granic dotychczasowych gromad Ożarów Franciszków i Ożarów Parcele ze zniesionej gminy Ożarów (z siedzibą w Ożarowie-Franciszkowie, czyli obecnym Ożarowie Mazowieckim) w tymże powiecie. Dla gromady ustalono 27 członków gromadzkiej rady narodowej.
1 stycznia 1958 z gromady Ożarów wyłączono część terenów miejscowości Ożarów, włączając ją do osiedla Ożarów-Franciszków w tymże powiecie.
31 grudnia 1959 do gromady Ożarów Wieś przyłączono obszar zniesionej gromady Macierzysz w tymże powiecie.
31 grudnia 1961 do gromady Ożarów przyłączono część obszaru osiedla mieszkaniowego Gołąbki o powierzchni około 34 ha z miasta Ursus (włączonego do Ursusa tego samego dnia z miasta Piastowa) w tymże powiecie, a także wsie Gołaszew, Domaniewek I, Kaputy, Kopki, Kręczki, Ołtarzew, Pogroszew i Umiastów ze zniesionej gromady Ołtarzew tamże.
1 stycznia 1969 z gromady Ożarów wyłączono część obszaru wsi Domaniewek (tzw. „Stachówka”) o powierzchni 10 ha, włączając ją do gromady Brwinów w tymże powiecie.
Gromada przetrwała do końca 1972 roku, czyli do kolejnej reformy gminnej.
Uwaga: Nie mylić z sąsiednią gromadą Ożarów Franciszków z siedzibą w Ożarowie Franciszkowie (czyli obecnym Ożarowie Mazowieckim).